# Onkl P
Onkl P, ibland skrivet OnklP, artistnamn för Pål Tøien, född 12 maj 1984, är en norsk rappare. Han utgör ena halvan av hiphopgruppen "Jaa9 & OnklP", som har gett ut ett mixtape, "Bondegrammatik - the mixtape", och skivan "Sjåre brymæ".
I Norge är han mest känd för att ingå i hiphop-kollektivet Dirty Oppland. I Sverige har han samarbetat med namn som Organism 12 (på dennes mixtape Garotta Di Ansjovis) samt Timbuktu, som gästspelar på Onkl Ps soloalbum Det kunne vært deg. Skivan blev nominerad till årets hiphopalbum, men vann inte. Onkl P:s album hade dock funnits i handeln betydligt kortare än de andra nominerade albumen.

## Diskografi (solo)
Album
- 2005 – Det kunne vært deg

Singlar
- 2005 – "Barn i bar'n" (med Philip Ruud)
- 2005 – "Se & hør"
- 2007 – "Vendepunkt" (med Tonna Brix)
- 2007 – "Sommertid" (med Nico D & El Axel)
- 2011 – "Blikker meg" (med Chris Lee & Joddski)
- 2012 – "Evig ung"
- 2013 – "Framover" (med Jesse Jones, Kaveh & Mae)
- 2013 – "Snufs" (med Kaveh)
- 2013 – "Happy" (med Martine Marbel)
- 2015 – "Still Sippin" (med Kholebeatz & Joddski)
- 2016 – "Trøbbel" (med Oslo Ess)
- 2017 – "Ældri bedt" (med Spira)
- 2017 – "Kloner" (med Herreløse)
- 2017 – "Narko" (med Raske Penge & Joddski)